# HMS Undine (N48)
«Андін» (англ. HMS Undine (N48) — британський підводний човен типу «U», перша серія, що перебував у складі Королівського військово-морського флоту Великої Британії у роки Другої світової війни.

## Історія створення
«Андін» був закладений 19 лютого 1937 року на верфі компанії Vickers-Armstrongs у Барроу-ін-Фернесі. 5 жовтня 1937 року він був спущений на воду, а 21 серпня 1938 року увійшов до складу Королівського ВМФ Великої Британії.

## Історія служби
31 грудня 1939 року «Андін» вийшов у четверте бойове патрулювання. 7 січня з ПЧ побачили, як вважалося, три траулери приблизно в 20 милях на південний захід від Гельголанда, але насправді це були німецькі допоміжні тральщики М-1201, М-1204 і М-1207. «Андін» безуспішно атакував головне судно, але тральщики провели контратаку, скинувши на човен глибинні бомби, і змусили човен пірнути. Через втрату ехолота «Андін» рушив наосліп під водою і через п'ять хвилин без подальших атак підняв перископ. Німці знову атакували корабель, в підсумку британський екіпаж затопив підводний човен, покинувши корабель.